# Jacques Faitlovitch
Jacques (Ya'acov) Faitlovitch (15 février 1881 - 15 octobre 1955) est un orientaliste et militant juif, qui a consacré sa vie à la reconnaissance des Falashas (ou Beta Israël) éthiopiens en tant que juifs.

## Biographie
Il est né à Łódź, en Pologne. Il fait des études à Paris, ou il étudie les langues orientales, dont les langues éthiopiennes avec Joseph Halévy. Sous son influence, premier juif occidental à les avoir rencontré en 1867-1868, il s'intéresse à la situation des Falashas.
Grâce à l'aide financière du baron Edmond de Rothschild, Faitlovitch entreprend un premier voyage de dix-huit mois en Éthiopie en 1904, qu'il consacre à l'étude de la langue et de la culture beta israel.
Convaincu que les Falashas sont vraiment juifs, Faitlovitch revient en Europe en 1905 avec deux jeunes falashas, dont Taamrat Emmanuel, qui deviendra un des premiers Éthiopiens éduqués à l'occidentale. Il étudie dans plusieurs institutions juives, dont le séminaire de Florence pendant sept années. Il est, à partir des années 1930, un conseiller du negus Hailé Sélassié et un dirigeant juif éthiopien de premier plan.
Quand il les rencontre, les Falashas sont marginalisés et pauvres, victimes d'un fort ostracisme social et sous la pression religieuse de la London Society for Promoting Christianity Among the Jews, qui tente de les convertir.
À la suite de son voyage, Faitlovitch mène une intense activité avec trois objectifs :
- faire reconnaître les Beta Israël comme juifs ;
- faire accepter aux Beta Israël leur appartenance au peuple juif ;
- « réformer » leur pratique religieuse pour la rapprocher du judaïsme orthodoxe. Il entend en particulier lutter contre la présence de moines, les strictes règles de pureté et les sacrifices d’animaux (coutume biblique abandonnée par le judaïsme rabbinique). À ce titre, Faitlovitch va dans le même sens que les missionnaires protestants, même si son objectif n'est pas le même, ce qui lui vaudra d'ailleurs certains heurts avec Taamrat Emmanuel.

Si les Beta Israël suivent le Pentateuque et se considèrent comme descendants des Hébreux, il existe de substantielles différences entre les pratiques religieuses des deux groupes, et les Beta Israël n'utilise pas le terme « juif ». Au XIXe siècle et pendant une bonne partie du XXe siècle, les variations de couleur de peau ont aussi été perçues comme porteuses de différences fondamentales.
Dans la première moitié du XXe siècle, Faitlovitch créé un comité international en faveur des Beta Israël, popularise leur existence grâce à son livre Notes de voyage chez les Falashas, et collecte des fonds qui lui permettent d’implanter des écoles dans leurs villages à partir de 1910. 
Il encourage aussi la formation d'une petite élite Beta Israël dans des institutions juives occidentales sympathisantes. Ce groupe jouera un rôle important, une fois rentré au pays, pour rattacher les Beta Israël au judaïsme orthodoxe (introduction de l'étoile de David, de certaines fêtes juives, acceptation par les Beta Israël de leur appartenance au peuple juif). Une certaine « modernisation » culturelle en découle, pas seulement liée à l'influence des communautés juives extérieures mais aussi aux efforts des différents gouvernements éthiopiens. L'excision des femmes, assez répandue dans la Corne de l'Afrique, aurait ainsi quasiment disparue des communautés Beta Israël au début des années 1980.
La question de la judaïté des Beta Israël est reçue avec une certaine sympathie au sein du judaïsme occidental dans l'entre-deux guerres. Le congrès juif mondial ou le Joint mènent des actions en faveur des Falashas. Le rav Kook, père spirituel du courant sioniste religieux et grand-rabbin de Palestine, les reconnaît comme juifs en 1921
Après la création de l'État d'Israël, le nouvel État ne reconnaît pas la judaïté des Falashas, mais maintient des liens avec eux, en particulier à travers un réseau scolaire, entre autres sous l'influence de Failtlovitch qui s'est installé en Israël où il meurt en 1955. En 1958, Israël se désengage des écoles juives en Éthiopie. Il faudra attendre 1973-1975 pour que les Falashas soient reconnus comme juifs par l'État hébreu et puissent commencer à immigrer en Israël.